# Liste der Denkmäler, Brunnen und Skulpturen in Rostock
Die Liste enthält die Denkmäler, Brunnen und Skulpturen in der Hansestadt Rostock in Mecklenburg-Vorpommern. Sie beschränkt sich auf die Erfassung der Objekte im öffentlichen Raum. Die ältesten erhaltenen Kunstwerke sind dabei die Relieffiguren an der Marienkirche aus dem 14. Jahrhundert und Sühnesteine aus dem 16. Jahrhundert. Durch die geschichtlichen Verhältnisse bedingt – Zeit des Nationalsozialismus, Stalinismus, DDR-Zeit, Nachwendezeit – kam es immer wieder zu politisch motivierten Zerstörungen von Kunstwerken und Denkmälern. In jüngerer Zeit nahmen einige Kunstwerke durch Diebstahl oder Vandalismus Schaden.
Die meisten Objekte konzentrieren sich im historischen Stadtzentrum, aber auch in den neuen Wohngebieten, die in der Zeit der DDR erbaut wurden, gab es immer Auftragswerke für Künstler, oft mit einem entsprechenden politischen Hintergrund. Nach der Wende 1989/90 und mit Beginn großangelegter Umbau- und Sanierungsarbeiten in allen Stadtteilen kamen viele neue Kunstwerke hinzu, die teilweise auch von Privatpersonen und -firmen in Auftrag gegeben wurden.
Eine grobe thematische Einteilung gliedert die Liste. Innerhalb der Themenliste wurden die Objekte chronologisch nach ihrer Entstehung sortiert. Unter dem Kürzel Koord. ist der genaue Standort georeferenziert.

## Denkmäler und Personenskulpturen
| Person/Ereignis/ Motiv                                                                               | Bild | Standort                                                                       | Art                                                                                        | Künstler                                     | Errichtung/ Einweihung | Weitere Informationen |
| --- | ---- | ------------------------------------------------------------------------------ | ------------------------------------------------------------------------------------------ | -------------------------------------------- | ---------------------- | --- |
| Sühnestein                                                                                           |      | Klosterhof Koord.                                                              | Reliefstein in Form eines Scheibenkreuzsteins                                              |                                              | 1491                   | Aus Anlass des gewaltsamen Todes des Stiftspropstes Thomas Rode während der Rostocker Domfehde im Jahr 1484 |
| Stele                                                                                                |      | vor der Marienkirche Koord.                                                    | Reliefstein in Form eines Scheibenkreuzsteins                                              |                                              | 1677                   | |
| Sturmhochwasser 1625                                                                                 |      | Mönchentor, Westseite Koord.                                                   | Gedenktafel Stein od. Marmor                                                               |                                              | 17. Jh.                | Ao 1625 DEN 10. FEBR IST DAS MEER DURCH EIN NORDOSTENSTURM AN DIESEN STEIN UNTERSTE KANTE VON 2 BIS 5 UHR AUF DEN ABENT AUFGELAUFEN UND ERWACHSEN (Kopie von 1991) |
| Gebhard Leberecht von Blücher                                                                        |      | Universitätsplatz Koord.                                                       | Bronzestandbild                                                                            | Johann Gottfried Schadow                     | 26.08.1819             | Inschrift und Konzeption J. W. v. Goethe, 1938 um einige Meter versetzt und gedreht, Hauptartikel: Blücherdenkmal (Rostock) |
| Grabmal für Joachim Slüter                                                                           |      | auf dem ehemaligen Friedhof der Petrikirche (über Slüters Grab) Koord.         | Postament mit Bibel und Abendmahlskelch, darüber Baldachin; Eisenkunstguss                 |                                              | 19.05.1862             | ohne Kriegsschäden; Baldachin wegen Rost 1967 in schlichter Form erneuert und um 1995 durch moderne Neuschöpfung ersetzt |
| Herzog von Mecklenburg: Albrecht V.                                                                  |      | Hauptgebäude der Universität Rostock Koord.                                    | Sandsteinstandbilder                                                                       | Christian Genschow und Gustav Willgohs       | 1869                   | |
| Herzog von Mecklenburg: Johann IV.                                                                   |      | Hauptgebäude der Universität Rostock Koord.                                    | Sandsteinstandbilder                                                                       | Christian Genschow und Gustav Willgohs       | 1869                   | |
| Herzog von Mecklenburg: Ulrich                                                                       |      | Hauptgebäude der Universität Rostock Koord.                                    | Sandsteinstandbilder                                                                       | Christian Genschow und Gustav Willgohs       | 1869                   | |
| Herzog von Mecklenburg: Johann Albrecht II.                                                          |      | Hauptgebäude der Universität Rostock Koord.                                    | Sandsteinstandbilder                                                                       | Christian Genschow und Gustav Willgohs       | 1869                   | |
| Gebhard Leberecht von Blücher                                                                        |      | am Geburtshaus Blüchers, jetzt im Museum                                       | Gedenktafel                                                                                |                                              | 02.03.1871             | in Kupfer getriebene Tafel mit lateinischer Inschrift |
| Kriegerdenkmal des Meckl. Füsilier-Regiments Nr. 90 für die Kriege von 1864, 1866 und 1870/71        |      | Schwaansche Str. Koord.                                                        | Obelisk, Sandstein mit Bronzetafeln, 600 × 400 × 300 cm                                    | Richard Lucae                                | 09.09.1872             | Tafeln von Ludwig Brunow modelliert; rechts und links davon standen bis 1918 je eine Kanone |
| Herzöge von Mecklenburg: Johann Albrecht I., Friedrich Franz II., Georg und Christian Ludwig II.     |      | Ständehaus Koord.                                                              | Kupfertreibarbeit                                                                          | Ludwig Brunow und Oskar Rassau               | 1892/93                | von Brunow auch der Fahnenträger oben auf dem Hauptgiebel |
| Gedenktafel für Fritz Reuter                                                                         |      | Lagerstraße Koord.                                                             |                                                                                            |                                              | 1902                   | Die Tafel war am Vorgängergebäude angebracht, das heutige Gebäude ist ein Neubau. |
| Fritz Reuter                                                                                         |      | Brinckmansdorf Koord.                                                          | Findling                                                                                   |                                              | 1910 oder 1911         | |
| Gedenkstein für John Brinckman                                                                       |      | Warnemünde, Kurpark Koord.                                                     | schwedischer Granit mit Bronzerelief                                                       | Wilhelm Wandschneider                        | 05.07.1914             | gestiftet von Konsul Max Brinckman, ursprünglich am Alten Strom, dann in den Anlagen am Bahnhof, seit wenigen Jahren im Kurpark |
| Kriegerdenkmal 1914/18                                                                               |      | Neuer Friedhof Soldatenfriedhof Koord.                                         | Granitquader                                                                               | Paul Wallat                                  | 26.11.1922             | Inschrift: „Freund und Feind ruht hier vereint“ |
| Kriegerdenkmal 1914/18                                                                               |      | Toitenwinkel, Kirche Koord.                                                    | Findling                                                                                   |                                              |                        | |
| Kriegerdenkmal 1914/18                                                                               |      | Biestow, Am Dorfteich Koord.                                                   | Findling                                                                                   |                                              |                        | |
| Erich Heinkel                                                                                        |      | Neuer Friedhof Warnemünde Koord.                                               | Grabstein                                                                                  | Bernhard Bleeker                             | 1930                   | |
| Walther von der Vogelweide                                                                           |      | Barnstorfer Wald Koord.                                                        | Gedenkstein, behauener Findling                                                            |                                              | 1930                   | Mit dem Vers Hugo von Trimbergs (um 1235 – um 1313) 1230 – Her Walther – von der Vogelweide – swer des vergaeze – taete mir leide – 1930 |
| Fritz Reuter                                                                                         |      | Fritz-Reuter-Str. Koord.                                                       | Gedenkstein, Findling                                                                      |                                              |                        | |
| Denkmal für die Opfer des Faschismus                                                                 |      | Rosengarten Koord.                                                             | Steinerne Opferschale                                                                      | Hans Stridde                                 | 1946                   | auf den Stufen des zerstörten Friedrich-Franz-Denkmals errichtet |
| Ehrenfriedhof für 318 Soldaten der Roten Armee und 397 Zwangsarbeiter(innen) und ihre Kinder         |      | Puschkinplatz Koord.                                                           | Obelisk                                                                                    |                                              | 1946                   | „1941-1945 den teuren Helden, die im Krieg fielen zur Verteidigung unserer Heimat“ |
| Paul Friedrich Scheel                                                                                |      | Friedrich-Scheel-Haus, Augustenstraße Koord.                                   | Wandrelief Kunststein                                                                      | unbekannt                                    | unbekannt              | |
| Eugen Geinitz                                                                                        |      | Diedrichshagen (Stoltera) Koord.                                               | Findling                                                                                   |                                              | um 1926                | auf Initiative des Heimatbundes Mecklenburg errichtet |
| Gedenkstein für die Erbauer des Überseehafens                                                        |      | Überseehafen, Ost-West-Straße Koord.                                           | Findling mit Textband                                                                      |                                              | 26.10.1957             | |
| Denkmal für die auf See gebliebenen Hochseefischer                                                   |      | Fischereihafen Koord.                                                          | Betonplastik                                                                               | Wolfgang Eckardt                             | 1958                   | Das Denkmal wurde 2011 restauriert. |
| Pawel Beljajew Denkmal                                                                               |      | Gegenüber vom Haus Albert-Einstein-Strasse 11a Koord.                          | Findling                                                                                   |                                              | 1965                   | An dieser Stelle befand sich die 41. Polytechnische Oberschule „Pawel Beljajew“. Der sowjetische Kosmonaut Pawel Iwanowitsch Beljajew besuchte am 09.10.1965 Rostock. Oben links ist die Trägerrakete mit der Raumkapsel Woschod 2 abgebildet. |
| Gedenkstätte am Massengrab für 64 Zwangsarbeiter verschiedener Länder während des Zweiten Weltkriegs |      | Neuer Friedhof Koord.                                                          | Stele aus Sandstein, daneben ein separater Gedenkstein für italienische Militärinternierte |                                              | 1966/1988              | „Ihr Tod verpflichtet uns, niemals mehr Faschismus und Terror zu dulden“, „Den Opfern des Faschismus: 16 Franzosen, 5 Holländer, 8 Italiener, 9 Norweger, 22 Polen, 4 Deutsche“ |
| Fiete Schulze                                                                                        |      | Ulmenstraße 69, Campus Koord.                                                  | Granit-Kubus mit Porträt                                                                   | Wieland Schmiedel                            | 1969                   | |
| Befreiung von 1400 Kriegsgefangenen und Zwangsarbeitern durch die Rote Armee am 1. Mai 1945          |      | ehem. Schiffbauhalle der Neptunwerft, Werftstraße Koord.                       | Gedenktafel                                                                                |                                              | 1970er Jahre           | „Am 1. Mai 1945 befreiten Sowjetsoldaten unsere Stadt und über 1400 Kriegsgefangene sowie ausländische Zwangsarbeiter der Neptunwerft aus der faschistischen Fron“. Inschrift über der Tafel nach 1990 entfernt: „Ruhm und Ehre den unsterblichen Helden der Sowjetarmee“ |
| John Schehr                                                                                          |      | Gelände des ehemaligen Fischfangkombinates in Marienehe An der Jägerbäk Koord. | Gedenkstein                                                                                |                                              | 1970 (ca.)             | |
| Ernst Thälmann                                                                                       |      | Betriebsgelände An der Jägerbäk                                                | Gedenkstein                                                                                |                                              |                        | |
| Hans Beimler                                                                                         |      | Überseehafen, Ost-West_Straße Koord.                                           | Stele mit Büste (Beton)                                                                    | unbekannt                                    |                        | |
| Gedenkstein für Fritz Reuter                                                                         |      | Reutershagen, Eikbomweg Koord.                                                 | Findling mit Bronzerelief                                                                  | Ewald Holtz                                  | 1971 (1914)            | das Relief stammt vom 1914 errichteten Reuterbrunnen, ehemals vor dem Kröpeliner Tor |
| KZ-Häftlinge des Außenlagers Barth                                                                   |      | Krematorium Neuer Friedhof Satower Straße Koord.                               | Gedenktafel aus Bronze                                                                     | Wieland Schmiedel                            | 08.05.1971             | Dem Gedenken der 172 Bürger aus der Sowjetunion, Holland, Frankreich, Norwegen, Italien und Deutschland, die im faschistischen KZ-Teillager Barth ermordet und hier eingeäschert wurden. Ihr Tod ist uns Verpflichtung |
| Opfer der Bombenangriffe im April 1942                                                               |      | neben dem Krematorium Neuer Friedhof Satower Straße Koord.                     | Mahnmal aus schwarzem Granit                                                               | Steinmetzbetrieb Thomas Scheinpflug, Rostock | 23.04.1992             | „Mahnmal für die Opfer von Krieg und Gewaltherrschaft“ – fünf sich scheinbar willkürlich aufeinandertürmende schwarze Granitplatten mit den Namen der Opfer. |
| Gedenkstätte revolutionärer Matrosen Relief                                                          |      | Kabutzenhof Koord.                                                             | Denkmalanlage, Relief 20 m lang                                                            | Reinhard Dietrich                            | 1971                   | im Inneren der Anlage eröffnete am 14. Mai 1971 eine Ausstellung, die jedoch seit 1985 geschlossen ist |
| Kommunist und Arbeitersportler Rudolf Mokry                                                          |      | hinter dem Sportforum im Barnstorfer Wald Koord.                               | Gedenkstein                                                                                |                                              | 14.05.1975             | Ruhm und Ehre dem Rostocker Kommunisten und Arbeitersportler Rudolf Mokry, der am 11.10.1944 im KZ Sachsenhausen von den Faschisten ermordet wurde. Rostock, 14. Mai 1975. Die Rostocker Sportler |
| „Lotsenehrung“ für Stephan Jantzen                                                                   |      | Warnemünde am Leuchtturm Koord.                                                | Betonplastik                                                                               | Reinhard Dietrich                            | 1976                   | |
| Stephan Jantzen                                                                                      |      | Warnemünde, alte Lotsenstation Koord.                                          | Gedenktafel                                                                                |                                              | unbekannt              | „Bangn wier hei nich, Gefohr kennte hei gor nich. Un hei wier ok gaud“! |
| Hermann Duncker                                                                                      |      | Lange Straße Koord.                                                            | Beton, 3,5 m                                                                               | Walter Howard                                | 1976                   | am 1. April 1977 enthüllt |
| Gedenkstätte revolutionärer Matrosen                                                                 |      | Kabutzenhof Koord.                                                             | Denkmalanlage, Bronzeplastik                                                               | Wolfgang Eckardt                             | 1977                   | |
| DSR-Denkmal „Pilzanker“                                                                              |      | Auf dem Ufer im IGA-Park beim Traditionsschiff Koord.                          | Skulptur, Donaukalkstein und Granit                                                        | Günter Kaden                                 | 1978/1979              | Ursprünglicher Standort war am ehemaligen DSR-Gebäude vorm Seehafen. 2011 wurde es auf das Dach der Tiefgarage hinterm Haus der Schiffahrt versetzt. 2020 wurde es an den heutigen Standort verbracht. |
| 30. Gründungsjubiläum ABF                                                                            |      | Lindenstraße Koord.                                                            | Gedenktafel                                                                                |                                              | 1979                   | |
| Ernst Thälmann                                                                                       |      | Reutershagen Koord.                                                            | Betonstele mit Bronzerelief                                                                | Wolfgang Eckardt                             | 1982                   | |
| Wilhelm Külz                                                                                         |      | Wilhelm-Külz-Platz Koord.                                                      | Bronzebüste                                                                                | Reinhard Dietrich                            | 1985                   | |
| 77 jüdische Opfer der Schoa                                                                          |      | Alter Jüdischer Friedhof am Lindenpark Koord.                                  | Zweiteiliges Denkmal mit Menorah und Davidstern                                            | Thomas Scheinpflug                           | 1988                   | „Gedenke – Vergiß nie“ |
| Synagoge der Israelitischen Gemeinde                                                                 |      | Augustenstraße 101 Koord.                                                      | Stele mit Bronzeplatte                                                                     | Peter Mehnert                                | 1988                   | „Hier befand sich der Eingang der am 14. September 1902 geweihten jüdischen Synagoge zu Rostock. Diese wurde in der Pogromnacht am 10. November 1938 durch Faschisten niedergebrannt. 11. November 1988“ |
| Hans Moral, jüdischer Universitätsprofessor der Medizin, 1933 in den Freitod getrieben               |      | Hauptgebäude der Universität Rostock Koord.                                    | Gedenktafel                                                                                |                                              |                        | „Zur Erinnerung an Prof.Dr.med.Hans Moral 08.07.1895-06.08.1933 und alle anderen Opfer des Nationalsozialistischen Terrors an der Universität Rostock in ehrendem Gedenken“ |
| Arno Esch, regimekritischer liberaler Student, 1951 zum Tode verurteilt und hingerichtet             |      | Campus Ulmenstraße – Hörsaalgebäude Arno Esch der Universität Rostock Koord.   | Gedenktafel                                                                                |                                              |                        | |
| Wilhelm Leffers                                                                                      |      | Prälat-Wilhelm-Leffers-Haus, Augustenstraße 85 Koord.                          | Gedenktafel                                                                                |                                              | 25.04.1992             | Gedenktafel an Wilhelm Leffers. Anfertigung unter dem Steinmetzbetrieb Scheinpflug aus Rostock. Bei der Einweihung waren Mitglieder der Familie Leffers anwesend. |
| Mönchentor                                                                                           |      | Mönchentor Am Strande Koord.                                                   | Gedenktafel                                                                                |                                              | 1992                   | Gedenktafel aus Anlass der Renovierung des Mönchentores zwischen 1990 und 1992 |
| Ferdinand von Mueller                                                                                |      | Mönchentor Am Strande Koord.                                                   | Gedenktafel                                                                                |                                              |                        | Gedenktafel am Geburtshaus von Muellers |
| Blücherschule                                                                                        |      | Lindenstraße Koord.                                                            | Gedenkstein mit Tafel                                                                      |                                              | 1992                   | Oberrealschule Rostock - Blücherschule - Hier stand die Oberrealschule der Hansestadt Rostock - Gegründet 1867 als Abzweigung aus der Grossen Stadtschule - 1867 Bürgerschule - 1881 Höhere Bürgerschule - 1901 Realschule - 1925 Oberrealschule - 1937 Blücherschule - 1942 Zerstört beim Bombenangriff - Errichtet im Blücherjahr 1992 - Zum Andenken an Lehrer und Schüler, die Opfer zweier Weltkriege wurden. - Die Überlebenden |
| Heinkel He 178                                                                                       |      | Marienehe, Industriestraße Koord.                                              | Findling mit Gedenktafel                                                                   |                                              | 27.08.1995             | „27. August 1939 – Start des ersten Strahlflugzeugs der Welt, der He 178, entwickelt in den Ernst-Heinkel-Flugzeugwerken Rostock – mit dem Hans von Ohain Triebwerk He S 3b“ |
| Paul Pogge                                                                                           |      | Rosengarten Koord.                                                             | Denkmal mit Bronzebüste, 94 × 76 × 40 cm, Gesamthöhe mit Sockel: 276 cm                    | Jo Jastram                                   | 1995                   | |
| Tycho Brahe                                                                                          |      | Glatter Aal Koord.                                                             | Wandrelief Bronze                                                                          | Jo Jastram                                   | 1996                   | |
| Hugo Grotius                                                                                         |      | Große Wasserstraße am Haus Sonne Koord.                                        | Wandrelief                                                                                 | Thomas Jastram                               | 1998                   | |
| Joachim Christoph Nicolaus Wilken                                                                    |      | Barnstorfer Wald Koord.                                                        | Stahlpult                                                                                  |                                              |                        | in Erinnerung an den ersten Stadtgärtner anstelle des verlorengegangenen Gedenksteins |
| Kriegsgräberfeld 1914–1918                                                                           |      | Stephan-Jantzen-Park Koord.                                                    | Steinplatten mit den Namen der Gefallenen und ein Gedenkstein                              |                                              |                        | |
| Kriegsgräberfeld 1939–1945                                                                           |      | Stephan-Jantzen-Park Koord.                                                    | Steinplatten mit den Namen der Gefallenen und ein Gedenkstein                              |                                              |                        | |
| Für alle auf See Gebliebenen                                                                         |      | Stephan-Jantzen-Park Koord.                                                    | Findling mit Anker                                                                         |                                              |                        | |
| John Brinckman                                                                                       |      | am Trihotel (Brinckmansdorf) Koord.                                            | Gedenkstein                                                                                |                                              | 07.10.2000             | zum 130. Todestag errichtet |
| Fritz Reuter                                                                                         |      | Goerdelerstraße, Reuterpassage Koord.                                          | Bronzeplastik                                                                              | Thomas Jastram                               | 09.07.2004             | |
| Vertriebene des Zweiten Weltkriegs                                                                   |      | Leibnizplatz Koord.                                                            | Granitsäule, 1,4 m hoch                                                                    |                                              | 22.08.2005             | Inschrift: „Zum Gedenken an die Toten und Vertriebenen des 2. Weltkrieges, sie mahnen zur Erhaltung des Friedens“ |
| Gedenkstätte für die Opfer der NS „Euthanasieaktion“                                                 |      | Eingang Klinikgelände Gehlsheimer Str. Koord.                                  | Beton, Glasplatte mit Stahlrahmen, Folienausdruck, 85 cm hoch, Grundfläche 1 m × 2 m       | Christian H. Cordes                          | 27.01.2009             | Inschrift: „ERINNER“ und „VERGISS“, auf dem Block eine Dokumentation |
| Walter Kempowski                                                                                     |      | Stadthafen, Kempowski-Ufer Koord.                                              | 3 Edelstahl-Stelen                                                                         | Geert Maciejewski                            | 29.04.2009             | |
| Sprengung der Christuskirche                                                                         |      | Kröpeliner Straße/Schröderplatz Koord.                                         | schwarze Granitscheibe                                                                     | Miro Zara                                    | 25.10.2009             | Inschrift Scheibe: „Das alles ist über uns gekommen, und doch haben wir dich nicht vergessen, Ps. 44“, Tafel: „Unweit von hier stand die 1909 erbaute Christuskirche, die größte Katholische Kirche Mecklenburgs. Sie wurde am 12. August 1971 infolge politischer Willkür und ideologischer Intoleranz gesprengt.“ |
| Mehmet Turgut                                                                                        |      | Neudierkower Weg Koord.                                                        | Betonbänke mit Schrifttafeln                                                               | Tobias-David Albert                          | 2014                   | ALLE MENSCHEN SIND FREI UND GLEICH AN WÜRDE UND RECHTEN GEBOREN. SIE SIND MIT VERNUNFT UND GEWISSEN BEGABT UND SOLLEN EINANDER IM GEISTE DER BRÜDERLICHKEIT BEGEGNEN. AUS DER ALLGEMEINEN ERKLÄRUNG DER MENSCHENRECHTE ARTIKEL 1 IM GEDENKEN AN MEHMET TURGUT, DER HIER AM 25. FEBRUAR 2004 DEM MENSCHENVERACHTENDEN, RECHTSEXTREMISTISCHEN TERROR EINER BUNDESWEITEN MORDSERIE ZUM OPFER FIEL. WWW.ROSTOCK.DE/MEHMET-TURGUT          |
| Soldatengräber 1870-71                                                                               |      | Lindenpark Koord.                                                              | Stelen Naturstein und Kortenstahl                                                          |                                              | 2015                   | |
| Gestern Heute Morgen - „Gesellschaft“                                                                |      | Rosengarten Koord.                                                             | Stele aus Laaser Marmor                                                                    | Artist Collective SCHAUM                     | 2017                   | Gedenken an die Ausschreitungen in Rostock-Lichtenhagen |
| Gestern Heute Morgen - „Politik“                                                                     |      | Rathaus Koord.                                                                 | Kubus aus Laaser Marmor                                                                    | Artist Collective SCHAUM                     | 2017                   | Gedenken an die Ausschreitungen in Rostock-Lichtenhagen |
| Gestern Heute Morgen - „Medien“                                                                      |      | Medienhaus Ostseezeitung Koord.                                                | Kubus mit Schiebespiel aus Laaser Marmor                                                   | Artist Collective SCHAUM                     | 2017                   | Gedenken an die Ausschreitungen in Rostock-Lichtenhagen |
| Gestern Heute Morgen - „Selbstjustiz“                                                                |      | Sonnenblumenhaus Koord.                                                        | Stele aus Laaser Marmor                                                                    | Artist Collective SCHAUM                     | 2017                   | Gedenken an die Ausschreitungen in Rostock-Lichtenhagen |
| Gestern Heute Morgen - „Staatsgewalt“                                                                |      | Polizeiinspektion Ulmenstraße Koord.                                           | Stele aus Laaser Marmor                                                                    | Artist Collective SCHAUM                     | 2017                   | Gedenken an die Ausschreitungen in Rostock-Lichtenhagen |
| Gestern Heute Morgen - „Empathie“                                                                    |      | Doberaner Platz Koord.                                                         | Stele aus Laaser Marmor                                                                    | Artist Collective SCHAUM                     | 2018                   | Gedenken an die Ausschreitungen in Rostock-Lichtenhagen |
| Michael Tryanowski                                                                                   |      | Universitätsplatz Koord.                                                       | Bronze                                                                                     | Wolfgang Friedrich                           | 27.05.2020             | |

## Brunnen
| Person/Ereignis/ Motiv                         | Bild | Standort                                    | Art                                                                       | Künstler                         | Errichtung/ Einweihung | Weitere Informationen |
| ---------------------------------------------- | ---- | ------------------------------------------- | ------------------------------------------------------------------------- | -------------------------------- | ---------------------- | --- |
| John Brinckman-Brunnen                         |      | Brinckmansdorf, Weißes Kreuz Koord.         | Brunnen mit 6 Mosaiken und Bronzerelief                                   | Paul Wallat                      | 26.07.1914             | ursprünglich auf dem Vögenteichplatz (Foto), 1935 umgesetzt, 1969 abgebaut, 1974 am Weißen Kreuz wieder aufgebaut. Im Juli 2009 wurde das Bronzerelief gestohlen, 2014 wurde es durch ein von Anne Sewcz entworfenes Relief ersetzt. |
| „Die Trinkende“                                |      | Wallanlagen Koord.                          | Brunnen mit Bronzeplastik                                                 | Victor Seifert                   | 1922                   | im Winter 1993/94 gestohlen, anschließend rekonstruiert und Ende 2005 erneut gestohlen, 2007 erneuert |
| „Fischbrunnen“                                 |      | Schillingallee Koord.                       | Brunnen mit bronzenen Fischen                                             | Margarete Scheel                 | 1935                   | nach starken Schäden der Steinfiguren 1996 in Bronze von Erhard John rekonstruiert (siehe 1999) |
| „Menschen am Wasser“                           |      | Lange Straße Koord.                         | Brunnenplastik aus Sandstein, 140 × 748 cm                                | Jo Jastram                       | 1962                   | |
| „Sieben stolze Schwestern küsst das eine Meer“ |      | am Kröpeliner Tor Koord.                    | Brunnenplastik                                                            | Reinhard Dietrich                | 1970                   | 2008 an neuem Standort wieder aufgestellt |
| Kosmos-Brunnen                                 |      | Südstadt, beim Kosmos Koord.                | Brunnen                                                                   | Karl-Heinz Steinbrück            | 1975                   | |
| „Seesterne“                                    |      | Vögenteichplatz Koord.                      | Wasserspiel                                                               |                                  | 1977                   | PGH „Neue Form“ Hoyerswerda |
|                                                |      | Reutershagen, W.-Stöcker-Str. Koord.        | Wasserspiel                                                               |                                  | 1978                   | PGH „Neue Form“ Hoyerswerda |
| Bauernbrunnen                                  |      | Lichtenhäger Brink Koord.                   | Brunnen                                                                   | Erich Nitzsche                   | 20.12.1978             | |
| Leben im Wasser                                |      | Lichtenhäger Brink Koord.                   | sieben Brunnen                                                            | Anneliese Zintler                | 1978                   | |
| „Brunnen der Lebensfreude“                     |      | Universitätsplatz Koord.                    | Brunnenanlage mit Bronzeplastiken                                         | Jo Jastram und Reinhard Dietrich | 1980                   | |
| Zierbrunnen mit floralen Motiven               |      | Südring Koord.                              | Brunnen aus Klinker, Steinzeug                                            | Erich Nitzsche                   | 1986                   | 2009 nicht in Betrieb und beschädigt |
| „Quelle, Wasser und Ufer“                      |      | Schnickmannstraße Koord.                    | Brunnenanlage mit Wasserlauf                                              | Wolfgang Friedrich               | 1988                   | Zu dieser Anlage gehören die Skulpturen „Quelle“, eine Gruppenskulptur aus weißem Marmor von Karl-Heinz Appelt und die „Liegende“, das Ufer symbolisierend, eine Bronze von Reinhard Buch                                            |
| Brunnen                                        |      | nördliche Altstadt, An der Oberkante Koord. | historischer Brunnen                                                      |                                  |                        | Brunnenabdeckung 1990 von Michael Voß |
|                                                |      | Hopfenmarkt Koord.                          | Wasserspiel                                                               | Frank Wiechmann                  | 1995                   | |
| „Fische“                                       |      | Schillingallee Koord.                       | Wasserspeier Bronze                                                       | Erhard John                      | 1999                   | Rekonstruktion von Betonfiguren (M. Scheel 1935) |
| „Fische“                                       |      | Schillingallee Koord.                       | Wasserspeier Bronze                                                       | Erhard John                      | 1999                   | Rekonstruktion von Betonfiguren (M. Scheel 1935) |
| „Fische“                                       |      | Schillingallee Koord.                       | Wasserspeier Bronze                                                       | Erhard John                      | 1999                   | Rekonstruktion von Betonfiguren (M. Scheel 1935) |
| „Fische“                                       |      | Schillingallee Koord.                       | Wasserspeier Bronze                                                       | Erhard John                      | 1999                   | Rekonstruktion von Betonfiguren (M. Scheel 1935) |
| „Brunnenhof“                                   |      | August-Bebel-Str. Koord.                    | Brunnenanlage, Bronze und Roter Mainsandstein                             | Wolfgang Friedrich               | 1999                   | |
|                                                |      | Margaretenplatz Koord.                      | Wasserkugel                                                               |                                  | 1999                   | |
| „Pferdebrunnen“                                |      | Heiligengeisthof Koord.                     | „Trinkbrunnen für Menschen, Pferde, Hunde und Vögel“ Gusseisen und Bronze | Gerhard Lange                    | 2000                   | Serienproduktion um 1900 durch Aerzener Maschinenfabrik; Nachbildungen seit ca. 1970 von Bildgiesserei Kraas, Berlin |
| „Wasserspiel“                                  |      | Alter Markt Koord.                          |                                                                           |                                  |                        | |
| „Möwenbrunnen“                                 |      | Neuer Markt Koord.                          | Brunnenanlage mit Bronzestatuen, 1200 × 700 × 700 cm                      | Waldemar Otto                    | 2001                   | Darstellung von vier Wassergöttern (Triton, Nereus, Neptun und Proteus) |
| „Warnminner Ümgang“                            |      | Warnemünde, Alexandrinenstraße Koord.       | Bronzeplastik auf Granitsockel                                            | Wolfgang Friedrich               | 2004                   | historischer jährlicher Umzug in Warnemünde |
| Pusteblume                                     |      | Lütten-Klein, Ahlbecker Straße Koord.       | Brunnen                                                                   | Leoni Wirth                      |                        | 2001 hierher umgesetzt |
| Leguan-Brunnen                                 |      | Zoo Koord.                                  | Brunnen                                                                   |                                  | 2007                   | |

## Skulpturen, Reliefs und andere Kunstwerke
| Motiv                                               | Bild                                 | Standort                                                                                              | Art                                                    | Künstler                                                          | Errichtung/ Einweihung | Weitere Informationen |
| --------------------------------------------------- | ------------------------------------ | --- | ------------------------------------------------------ | ----------------------------------------------------------------- | ---------------------- | --- |
| Bogenfries mit Tonfiguren                           |                                      | Marienkirche, Westseite des Turms Koord.                                                              | Relieffiguren, darunter Petrus mit dem Schlüssel       |                                                                   | 14. Jh.                | |
| „Christus als Weltenrichter“                        |                                      | Rathaus Koord.                                                                                        | Wandgemälde                                            |                                                                   | 1400                   | vermutlich hinter dem Platz des Richters, Bild weist auf städtische Gerichtshoheit |
| „Christus unter dem Kreuz“                          |                                      | Neben dem Eingang Bei der Petrikirche 9 Koord.                                                        | Relief, Sandstein                                      |                                                                   | Anfang 16. Jh.         | Teil eines Kreuzwegs |
| Wappen                                              |                                      | Warnemünde, Vogtei Koord.                                                                             | Wappenrelief                                           |                                                                   | 1605                   | |
| Wasserspeier                                        |                                      | Grubenstraße Koord.                                                                                   | Eisenguss                                              | unbekannter Künstler                                              | 19. Jh.                | |
| „Fleiß“                                             |                                      | Schwaansche Straße Koord.                                                                             | Sgraffito, allegorische Darstellung                    | unbekannter Künstler                                              | 19. Jh.                | |
| „Sparsamkeit“                                       |                                      | Schwaansche Straße Koord.                                                                             | Sgraffito, allegorische Darstellung                    | unbekannter Künstler                                              | 19. Jh.                | |
| „Mädchen mit Lyra“                                  |                                      | St.-Georg-Straße 72 Koord.                                                                            | Plastik                                                | unbekannter Künstler                                              | 1888                   | |
| Schiffer-Haus                                       |                                      | Wokrenterstraße, Gaststätte „Zur Kogge“ Koord.                                                        | Relief                                                 | unbekannter Künstler                                              | Anfang 20. Jh.         | |
| „Hanne Nüte“ oder „Ruhender Wanderer“               |                                      | Kleingartenanlage Fritz Reuter, Reutershagen Koord.                                                   | Steinskulptur                                          | Ewald Holtz                                                       | 1914                   | Bestandteil des ehemaligen Reuterbrunnens vor dem Kröpeliner Tor |
| „Vier weibliche Gestalten“, „Drei Masken“           |                                      | Friedrich-Scheel-Haus, Augustenstraße Koord.                                                          | Kunststeinreliefs                                      | Margarete Scheel                                                  | nach 1916              | |
| „Vier weibliche Gestalten“, „Drei Masken“           |                                      | Friedrich-Scheel-Haus, Augustenstraße Koord.                                                          | Kunststeinreliefs                                      | Margarete Scheel                                                  | nach 1916              | |
| „Vier weibliche Gestalten“, „Drei Masken“           |                                      | Friedrich-Scheel-Haus, Augustenstraße Koord.                                                          | Kunststeinreliefs                                      | Margarete Scheel                                                  | nach 1916              | |
| „Farbe“                                             |                                      | Parkstraße 6, Universitätsgebäude Koord.                                                              | Kunststeinplastik                                      | Margarete Scheel                                                  | 1926                   | |
| „Eisen“                                             |                                      | Parkstraße 6, Universitätsgebäude Koord.                                                              | Kunststeinplastik                                      | Margarete Scheel                                                  | 1926                   | |
| „Holz“                                              |                                      | Parkstraße 6, Universitätsgebäude Koord.                                                              | Kunststeinplastik                                      | Margarete Scheel                                                  | 1926                   | |
| „Stein“                                             |                                      | Parkstraße 6, Universitätsgebäude Koord.                                                              | Kunststeinplastik                                      | Margarete Scheel                                                  | 1926                   | |
| „Arbeit“                                            |                                      | Parkstraße 6, Universitätsgebäude Koord.                                                              | Kunststeinplastik                                      | Margarete Scheel                                                  | 1926                   | 114 × 50 × 66 cm |
| „Erholung“                                          |                                      | Parkstraße 6, Universitätsgebäude Koord.                                                              | Kunststeinplastik                                      | Margarete Scheel                                                  | 1926                   | 100 × 57 × 63 cm |
| Tympanongestaltung                                  |                                      | Blücherstraße 62 Koord.                                                                               | Keramikrelief                                          | Margarete Scheel                                                  | nach 1926              | |
| „Heiliger Georg“                                    |                                      | Steinstraße 2 Koord.                                                                                  | Terrakottaskulptur                                     | Richard Kuöhl                                                     | 1927                   | Schutzheiliger gegen das Feuer, Bauherr war eine Brand- und Feuerkasse. |
| „Mädchen mit Füllhorn“                              |                                      | Steinstraße 2 Koord.                                                                                  | Terrakottaskulptur                                     | Richard Kuöhl                                                     | 1927                   | |
| „Greif“                                             |                                      | Ernst-Barlach-Straße, Brücke Koord.                                                                   | Bronze                                                 | Ernst Wossidlo                                                    | 1933 1930er Jahre      | 95 × 155 × 25 cm |
| „Kogge“                                             |                                      | Stadthafen Silo Koord.                                                                                | Wandbild Ziegel                                        |                                                                   | 1933 1930er Jahre      | |
| Mozart                                              |                                      | Beethovenstraße Koord.                                                                                | Relief                                                 | Paul Wallat                                                       | 1934                   | |
| Beethoven                                           |                                      | Beethovenstraße Koord.                                                                                | Relief                                                 | Paul Wallat                                                       | 1934                   | |
| „Lyra“                                              |                                      | Beethovenstraße Koord.                                                                                | Ziegelrelief                                           | Paul Wallat zugeschrieben                                         | 1934                   | |
| „Geistesschaffender“, „Fabrikarbeiter“              |                                      | Schillingallee, Sparkasse Koord.                                                                      | Reliefmedaillons, Zementguss                           | Margarete Scheel                                                  | 1935                   | |
| „Maurer“, „Landmann“                                |                                      | Schillingallee, Sparkasse Koord.                                                                      | Reliefmedaillons, Zementguss                           | Margarete Scheel                                                  | 1935                   | |
| Rostocker Greif                                     |                                      | Silo Am Strande/Grubenstraße Koord.                                                                   | Klinkerrelief                                          |                                                                   | 1935                   | |
| „Sitzende“                                          |                                      | Doberaner Straße Koord.                                                                               | Bronzeplastik                                          | Willi Henning-Hennings                                            | 1936                   | ehemals Brunnenfigur (Frau als Quelle des Lebens) |
| Allegorische Figur                                  |                                      | Maßmannstr. Hansa-Kino Koord.                                                                         | Kunststeinplastik                                      | Maximilian Preibisch                                              | 1937                   | überlebensgroß |
| Allegorische Figur                                  |                                      | Maßmannstr. Hansa-Kino Koord.                                                                         | Kunststeinplastik                                      | Maximilian Preibisch                                              | 1937                   | überlebensgroß |
| Allegorische Figur                                  |                                      | Maßmannstr. Hansa-Kino Koord.                                                                         | Kunststeinplastik                                      | Maximilian Preibisch                                              | 1937                   | überlebensgroß |
| Allegorische Figur                                  |                                      | Maßmannstr. Hansa-Kino Koord.                                                                         | Kunststeinplastik                                      | Maximilian Preibisch                                              | 1937                   | überlebensgroß |
| Allegorische Figur                                  |                                      | Maßmannstr. Hansa-Kino Koord.                                                                         | Kunststeinplastik                                      | Maximilian Preibisch                                              | 1937                   | überlebensgroß |
| Allegorische Figur                                  |                                      | Maßmannstr. Hansa-Kino Koord.                                                                         | Kunststeinplastik                                      | Maximilian Preibisch                                              | 1937                   | überlebensgroß |
| „Fischerjunge“                                      |                                      | Beethovenstr. 23/24 Koord.                                                                            | Reliefplastik aus Sandstein                            | Paul Wallat                                                       | 1938                   | 80 × 210 cm |
| Portal                                              |                                      | Große Wasserstr. 30 Koord.                                                                            | Portalschmuck mit Wappenrelief, Terrakotta             | Margarete Scheel                                                  | 1938                   | |
| „Fischer“                                           |                                      | Hartestraße Koord.                                                                                    | Relief, 200 × 140 cm                                   | Irmfried Liebscher                                                | 1952 1950er Jahre      | |
| Fische, Anker, Vögel, Blumen                        |                                      | Reutershagen, Ulrich-von-Hutten-Str. Koord.                                                           | Relief, 200 × 140 cm                                   | Heinz Becker                                                      | 1952 1950er Jahre      | |
| „Frauen mit spielenden Kindern“                     |                                      | Fischbank 6 Koord.                                                                                    | Sgraffito                                              | Heinz Becker                                                      | 1952 1950er Jahre      | 250 × 445 cm |
| „Szenen aus dem Arbeitsleben – Aufbau und Handwerk“ |                                      | Krämerstr.9 Koord.                                                                                    | Sgraffito                                              | Heinz Becker                                                      | 1953                   | |
| „Szenen aus dem Arbeitsleben – Landwirtschaft“      |                                      | Krämerstr.10 Koord.                                                                                   | Sgraffito                                              | Heinz Becker                                                      | 1953                   | |
| „Szenen aus dem Arbeitsleben – Fischer“             |                                      | Krämerstr.7 Koord.                                                                                    | Sgraffito                                              | Heinz Becker                                                      | 1953                   | |
| „Szenen aus dem Arbeitsleben – Lehre und Forschung“ |                                      | Krämerstr.8 Koord.                                                                                    | Sgraffito                                              | Heinz Becker                                                      | 1953                   | |
| Zwei Matrosen und ein Segelschiff                   |                                      | Wallstr. 2 Koord.                                                                                     | Sandsteinreliefs                                       | Hans Matthies                                                     | 1954                   | |
| „Jugend“                                            |                                      | St.-Georg-Straße, Mensa Koord.                                                                        | Kunststeinrelief                                       | Margarete Scheel                                                  | 1953/1955              | |
| Thema Medizin                                       |                                      | Schillingallee Haupteingang Klinik Koord.                                                             | Kunststeinrelief                                       | Arnd Wittig                                                       | 1956/1957              | |
| „Stehende mit Tuch“                                 |                                      | Zoo Koord.                                                                                            | Bronze                                                 | Waldemar Grzimek                                                  | 1958                   | [ 8 ] |
| Junger Hahn                                         |                                      | Zoo Koord.                                                                                            | Bronze-Skulptur                                        | Wolfgang Eckardt                                                  | 1959                   | [ 8 ] |
| „Schwimmerin“                                       |                                      | Zoo Koord.                                                                                            | Bronze                                                 | Fritz Cremer                                                      | 1959/1960              | [ 8 ] |
| „Schildkröten“                                      |                                      | Zoo, am Darwineum                                                                                     | Beton                                                  | Jo Jastram                                                        | ca. 1960               | [ 8 ] |
| Sonnenuhr mit Taube                                 |                                      | Reutershagen, B.-Bästlein-Str. Koord.                                                                 | Fliesen-Mosaik                                         | unbekannter Künstler                                              | 1960 1960er Jahre      | |
| „Pony“                                              |                                      | Warnemünde, hinter dem Hotel Neptun Koord.                                                            | Bronzefiguren                                          | Heinrich Drake                                                    | 1961                   | bereits 1938 entstanden, 1961 aufgestellt |
| „Hochlandstier“                                     |                                      | Warnemünde, hinter dem Hotel Neptun Koord.                                                            | Bronzefiguren                                          | Heinrich Drake                                                    | 1961                   | bereits 1938 entstanden, 1961 aufgestellt |
| „Moschusochsen“                                     |                                      | Zoo Koord.                                                                                            | Bronze und Keramik                                     | Wilhelm Löber                                                     | 1961                   | [ 8 ] |
| „Jüngling mit Kugel“                                |                                      | Zoo, Wiese hinter der Teichanlage Koord.                                                              | Bronzeplastik                                          | Jo Jastram                                                        | 1961                   | |
| „Handschuhanziehende“                               |                                      | Lichtenhäger Brink Koord.                                                                             | Skulptur, 130 cm                                       | Fritz Cremer                                                      | 1961                   | |
| „Lehrer – Student“                                  |                                      | Schillingallee vor Haupteingang Klinik Koord.                                                         | Skulptur aus Betonwerkstein                            | Reinhard Schmidt                                                  | 1961                   | 260 × 140 × 90 cm |
| „Arzt – Patient“                                    |                                      | Schillingallee vor Haupteingang Klinik Koord.                                                         | Skulptur aus Betonwerkstein                            | Reinhard Schmidt                                                  | 1961                   | 260 × 140 × 90 cm |
| „Schweißer“                                         |                                      | Schmarl, vor dem Traditionsschiff Koord.                                                              | Bronze                                                 | Jo Jastram                                                        | 1961/1962              | |
| „Frauenfigur“                                       |                                      | Warnemünde, Kurpark Koord.                                                                            | Bronzefigur                                            | Karl-Heinz Schamal                                                | 1961/1968              | |
| „Aufblickender Akt“                                 |                                      | Kunsthalle Koord.                                                                                     | Bronzestatue                                           | Wieland Förster                                                   | 1963/1964              | |
| „Fischer im Gespräch“                               |                                      | Holbeinplatz 14, vor dem ehem. Haus der Hochseefischer (heute Bauamt) Koord.                          | Figurengruppe Bronze                                   | Wolfgang Eckardt                                                  | 1965                   | |
| „Möwenflug“                                         |                                      | Lange Straße Koord.                                                                                   | Klinkerbild (helle Klinker auf dunklem Grund)          | Reinhard Dietrich                                                 | 1966                   | |
| „Meereskunde“                                       |                                      | Warnemünde, Kurhausstraße Koord.                                                                      | Mosaiken                                               | Otto Manigk                                                       | 1966                   | |
| „Fuchs und Rabe“                                    |                                      | Zoo, Weg am Ententeich Koord.                                                                         | Bronze                                                 | Stephan Horota                                                    | 1966                   | [ 8 ] |
| „Aufsteigender“                                     |                                      | Kunsthalle Koord.                                                                                     | Bronzestatue                                           | Fritz Cremer                                                      | 1966/1967              | 3 m hoch |
| „Pfau“                                              |                                      | Zoo, nahe Eingang Trotzenburg, am Mammutbaum Koord.                                                   | Mosaik auf Beton                                       | Lothar Scholz                                                     | 1966                   | [ 8 ] |
| „Männlicher Akt“                                    |                                      | Zoo Koord.                                                                                            | Bronze                                                 | Margret Middell                                                   | 1967                   | [ 8 ] |
| „Stehender Mädchenakt“                              |                                      | Zoo Koord.                                                                                            | Bronze                                                 | Fritz Cremer                                                      | 1967                   | [ 8 ] |
| „Pinguine“                                          |                                      | Zoo, nahe Eingang Trotzenburg, am Pelikanhaus                                                         | Bronze                                                 | Hans Matthies                                                     | 1967                   | |
|                                                     |                                      | Steinstr./Neuer Markt, Haus Sonne Koord.                                                              | goldene Sonne, schmiedeeiserne Voluten                 | Manfred Kandt, Günter Laufer                                      | 1967/1968              | |
| „Große Sitzende“                                    |                                      | Schwanenteich Koord.                                                                                  | Bronzestatue                                           | Margret Middell                                                   | 1969                   | 123 × 58 × 188 |
| „Der Taubenbaum“                                    |                                      | Eingang der Kunsthalle Koord.                                                                         | Terrakotta                                             | Jürgen von Woyski                                                 | 1969                   | |
| Matrose                                             |                                      | Hansekaserne Koord.                                                                                   | Bronzestatue                                           |                                                                   |                        | |
| Drei Matrosen                                       |                                      | Hansekaserne Koord.                                                                                   | Bronzestatue                                           | Gerhard Rommel                                                    |                        | |
| Matrose                                             |                                      | Hansekaserne Koord.                                                                                   | Bronzestatue                                           |                                                                   |                        | |
| „Möwenflug“                                         |                                      | Warnemünde, Strandpromenade am Hotel Neptun Koord.                                                    | Bronzeplastik                                          | Reinhard Dietrich                                                 | 1971                   | |
| Wandrelief                                          |                                      | Warnemünde, Hotel Neptun Koord.                                                                       | Strukturwand Schiefer                                  | Jo Jastram                                                        | 1971                   | |
| „Sterngucker“                                       |                                      | Zoo Koord.                                                                                            | Bronzeplastik                                          | Walter Howard                                                     | um 1971                | |
| Wandgestaltung für Kinder                           |                                      | Lagerstraße, Hof Koord.                                                                               | Keramik-Wandbild                                       | Erich Nitzsche                                                    | unbekannt              | |
| „Mädchen mit Blumenstrauß“                          |                                      | am Kröpeliner Tor Koord.                                                                              | Bronzeplastik, 120 × 37 × 24 cm                        | Ada Madssen                                                       | 1972                   | |
| „Peter“                                             |                                      | Zoo, Eichenallee                                                                                      | Bronze                                                 | Sabina Grzimek                                                    | 1972                   | [ 8 ] |
| „Voranschreitende“                                  |                                      | Lichtenhagen, Möllner Straße 13 Koord.                                                                | Figurengruppe Bronze                                   | Reinhard Schmidt                                                  | 1972                   | auch „Die Partei“ |
| „Sinnende“                                          |                                      | Schwanenteich Koord.                                                                                  | Bronzestatue                                           | Sabina Grzimek                                                    | 1973/1975              | |
| „Wasser“                                            |                                      | Evershagen, Strindbergstraße 1-14                                                                     | farbige Klinker, Giebelfront                           | Reinhard Dietrich                                                 | 1974                   | |
| „Erde“                                              |                                      | Evershagen, Strindbergstraße 15-25                                                                    | farbige Klinker, Giebelfront                           | Reinhard Dietrich                                                 | 1974                   | |
| „Luft“                                              |                                      | Evershagen, Fridtjof-Nansen-Straße 1-5                                                                | farbige Klinker, Giebelfront                           | Reinhard Dietrich                                                 | 1974                   | |
| „Liegender Akt“                                     |                                      | Zoo Koord.                                                                                            | Bronzeplastik                                          | Wolfgang Eckardt                                                  | 1974                   | |
| „Matrose“                                           |                                      | Südstadt, Südring, bei Ziolkowskizehn Koord.                                                          | Bronzeplastik                                          | Wolfgang Eckardt                                                  | 1975                   | |
| „Stehende“                                          |                                      | Frieda 23 Koord.                                                                                      | Betonplastik                                           | Erika Wolf, Berlin                                                | 1975                   | Auftraggeber war der Rat der Stadt Rostock, Abteilung Volksbildung, 2009 Materialalterung |
| „Schreitende“                                       |                                      | Zoo Koord.                                                                                            | Bronze                                                 | Heinrich Drake                                                    | 1975                   | [ 8 ] |
| „Badende“                                           |                                      | Neptunschwimmhalle Koord.                                                                             | Bronze                                                 | Reinhard Dietrich                                                 | 1975 1970er Jahre      | Bis 2016 im Besitz der Rostocker Stadthalle, dort eingelagert, dann an die Stadt übergeben und 2017 an der Neptunschwimmhalle aufgestellt.                                                                         |
| „Liegender Akt“                                     |                                      | Kunsthalle Koord.                                                                                     |                                                        | Bernd Göbel                                                       | 1975                   | |
| „Keramikwand Dahlienquartier“                       |                                      | Zoo, Dahlienquartier                                                                                  | Keramik                                                | Keramikzirkel Neptunwerft                                         | 1975                   | [ 8 ] |
| „Fisch, Hahn und Igel“                              |                                      | Zoo, bei den Zwergflusspferden                                                                        | Keramik                                                | Keramikzirkel Neptunwerft                                         | 1975                   | [ 8 ] |
| „Sozialistische Wehrertüchtigung“                   |                                      | Kopenhagener Straße 3 Koord.                                                                          | Betonplastik                                           | Reinhard Dietrich                                                 | 1975                   | |
| „Liebespaar“                                        |                                      | Warnemünde Strandpromenade Koord.                                                                     | Bronzeplastik                                          | Wilfried Fitzenreiter                                             | 1976                   | |
| „Flamingo und Kranich“                              |                                      | Fischerdorf (Park zw.Lütten-Klein und Evershagen) Koord.                                              | Bronzeplastik, 120 cm                                  | August Martin Hoffmann                                            | 1976                   | im Juni 2010 gestohlen, 2018 beschädigt wieder aufgefunden und am 30. August 2019 nach Restaurierung wieder aufgestellt. Im Juni 2020 durch Vandalismus erneut stark beschädigt.                                   |
| „Besinnung“                                         |                                      | Zoo Koord.                                                                                            | Bronze                                                 | Heinrich Drake                                                    | 1976/1977              | [ 8 ] |
| „Sonne“                                             |                                      | Evershagen, Knud-Rasmussen-Str. 9-12                                                                  | farbige Klinker, Giebelfront                           | Reinhard Dietrich                                                 | 1976/1977              | |
| „Drachen“                                           |                                      | Evershagen, Bertolt-Brecht-Str. 21                                                                    | farbige Klinker, Giebelfront                           | Reinhard Dietrich                                                 | 1976/1977              | |
| „Luftfahrt“                                         |                                      | Evershagen, Bertolt-Brecht-Str. 17                                                                    | farbige Klinker, Giebelfront                           | Reinhard Dietrich                                                 | 1976/1977              | |
| Sonnenuhr                                           |                                      | Reiferbahn Koord.                                                                                     | Edelstahl                                              | Wilfried Heider                                                   | 1977                   | 150 cm hoch |
| „Darwin Memorial“                                   |                                      | Zoo, am Aquarium                                                                                      | Edelstahl, Kupfer                                      | Renata Ahrens                                                     | 1977                   | [ 8 ] |
| „Mutter und Kind“                                   |                                      | Haus der Musik Wallstraße Koord.                                                                      | Sandsteinskulptur                                      | Detlef Herrmann                                                   |                        | überlebensgroß |
| „Liebespaar“                                        |                                      | Eingang Gesundheitszentrum Koord.                                                                     | Bronze                                                 | Martin Wetzel                                                     | 1978                   | 240 cm |
| „Entstehung des Lebens“                             |                                      | Zoo Koord.                                                                                            | Sandstein                                              | Antonina Wysocka-Jonczak                                          | 1978                   | [ 8 ] |
| „Dynamik des Lebensablaufs“                         |                                      | Neuer Friedhof, Urnengemeinschaftsanlage Koord.                                                       | Edelstahl, Emaille                                     | Roland Bauer                                                      | 1978                   | 160 cm |
| „Turnende Knaben“                                   |                                      | Schwanenteich Koord.                                                                                  | Bronzeplastik                                          | Siegfried Krepp                                                   | ohne Jahrgang          | |
| „Liegender Knabe“                                   |                                      | Lichtenhäger Brink Koord.                                                                             | Bronzeplastik                                          | Wilfried Fitzenreiter                                             | 1978/1979              | |
| „Große Liegende“                                    |                                      | Zoo Koord.                                                                                            | Cottaer Sandstein                                      | Detlef Herrmann                                                   | 1979                   | Ursprünglicher Standort am Vögenteichplatz. 1982 in den Zoo versetzt. |
| „Spielende Kinder“                                  |                                      | Bei der Marienkirche Koord.                                                                           | Bronzeplastik                                          | Lore Plietzsch                                                    | 1979                   | 50 cm auf Sockel |
| „Sinnende“                                          |                                      | am Kröpeliner Tor Koord.                                                                              | Bronzeplastik, 85 × 50 × 100 cm                        | Siegfried Krepp                                                   | 1979                   | |
| „Afrikanische Bergziege“                            |                                      | Ziegenmarkt Koord.                                                                                    | Bronzeplastik                                          | Gerhard Rommel                                                    | 1979                   | |
| „Bellevue“                                          |                                      | Kunsthalle Koord.                                                                                     | Betonspritzguss                                        | Eric Poulsen                                                      | 1979                   | |
| „Windspiel“                                         |                                      | Warnemünde, Strandpromenade Koord.                                                                    | Metall-Mobile aus Edelstahl                            | Gottfried Büttner                                                 | 1979                   | |
| „Sonnenblumen“                                      |                                      | Lichtenhagen Koord.                                                                                   | Hausgiebelgestaltung                                   | Reinhard Dietrich                                                 | 1979                   | |
| „Mädchenakt“                                        |                                      | Am Westfriedhof 2, Freifläche vor Bürogebäude Koord.                                                  | Bronzeplastik                                          | Gerhard Rommel                                                    | 1979                   | |
| „Giraffen“                                          |                                      | Am Westfriedhof 2, Freifläche vor Bürogebäude Koord.                                                  | Bronzeplastik                                          | Hans-Detlev Hennig                                                | 1979/1980              | |
| „Kugelstoßerin“                                     |                                      | Südstadt, Universitätsbibliothek Koord.                                                               | Bronzeplastik                                          | Ludwig Engelhardt                                                 | 1980                   | 3 m hoch auf Sockel, aufgestellt im Oktober 2020 |
| „Nonnen“                                            |                                      | Kloster zum Heiligen Kreuz Koord.                                                                     | Terrakotta-Kubus                                       | Walter Howard                                                     | 1980                   | 140 cm Seitenlänge |
| „Ringer“                                            |                                      | Stadthalle Koord.                                                                                     | Bronzestatue                                           | Jo Jastram                                                        | 1980                   | |
| „Der Friede bewahrt das Leben“                      |                                      | Lichtenhäger Brink Koord.                                                                             | Bronzeplastik                                          | Bernd Göbel                                                       | 1980                   | |
| „Jugend unsere Zukunft“                             |                                      | Freifläche Stadthalle Koord.                                                                          | Betonguss                                              | Heinrich Zenichowski                                              | 1980                   | |
| „Die Ruhende“                                       |                                      | Tessiner Straße 103 Koord.                                                                            | Betonplastik                                           | unbekannter Künstler                                              | 1980                   | 128 cm Höhe |
| „Berufe“                                            |                                      | Breite Straße/Kröpeliner Str. Koord.                                                                  | Fünf Keramikreliefs                                    | Reinhard Dietrich                                                 | 1980                   | 50 × 50 cm |
| Stadtgeschichtliche Motive                          |                                      | Breite Straße/Kröpeliner Str. Koord.                                                                  | Keramikrelief                                          | Reinhard Dietrich                                                 | 1980                   | 120 × 120 cm |
| Stadtgeschichtliche Motive                          |                                      | Breite Straße/Kröpeliner Str. Koord.                                                                  | Keramikrelief                                          | Reinhard Dietrich                                                 | 1980                   | 120 × 120 cm |
| Stadtgeschichtliche Motive                          |                                      | Breite Straße/Kröpeliner Str. Koord.                                                                  | Keramikrelief                                          | Reinhard Dietrich                                                 | 1980                   | 120 × 120 cm |
| „Sitzende Frau“                                     |                                      | Oberwall Koord.                                                                                       | Sandsteinfigur                                         | Peter Michael                                                     | 1981                   | 158 × 90 × 100 cm |
| „Turm vom kleinen Lebensglück“                      |                                      | Stadtzentrum, Grünanlage Reiferbahn Koord.                                                            | Durchbruchrelief Beton                                 | Reinhard Schmidt, Jo Jastram, Reinhard Dietrich                   | 1981                   | |
| „Kleine Afrikanerin“                                |                                      | Zoo, zwischen Atelier Natur und Darwineum Koord.                                                      | Bronze                                                 | Wolfgang Eckardt                                                  | 1982                   | [ 8 ] |
| „Pflanzkopf“                                        |                                      | Zoo, an der historischen Huftieranlage                                                                | Klinkerton                                             | Erich Nitzsche                                                    | 1982                   | [ 8 ] |
| „Töpfer“                                            |                                      | Wokrenterstraße Koord.                                                                                | Keramikrelief                                          | Christiane Lamberz                                                | 1982                   | 80 × 75 cm |
| „Angora-Ziegenbock“                                 |                                      | Am Westfriedhof 2, Freifläche vor Bürogebäude                                                         | Bronzeplastik                                          | Gerhard Rommel                                                    | 1983                   | |
| „Harlekin und Columbine“                            |                                      | Fünfgiebelhaus Universitätsplatz Koord.                                                               | Relief                                                 | Jo Jastram                                                        | 1985                   | |
| „Greif“                                             |                                      | Fünfgiebelhaus Universitätsplatz Koord.                                                               | Terrakottafigur                                        | Reinhard Dietrich                                                 | 1985                   | |
| „Fische“                                            |                                      | Fünfgiebelhaus Universitätsplatz Koord.                                                               | Keramiksäule                                           | Lothar Sell                                                       | 1985                   | |
| „Schimpansin mit Jungtier“                          |                                      | Zoo, nahe Eingang Trotzenburg, am Affenhaus Koord.                                                    | Terrakotta                                             | Klaus Tilke                                                       | ohne Jahrgang          | [ 8 ] |
| „Katze“                                             |                                      | Fünfgiebelhaus Universitätsplatz Koord.                                                               | Terrakottafigur                                        | Reinhard Dietrich                                                 | 1986                   | |
| „Eule“                                              |                                      | Fünfgiebelhaus Universitätsplatz Koord.                                                               | Terrakottafigur                                        | Reinhard Dietrich                                                 | 1986                   | |
| „Glockenspiel“                                      |                                      | Fünfgiebelhaus Universitätsplatz Koord.                                                               | Glockenspiel mit Carillon                              | Peter Schilling                                                   | 1986                   | |
| „Rostocker Stundenuhr“                              |                                      | Fünfgiebelhaus Universitätsplatz Koord.                                                               | Kupferrelief, teilw. vergoldet, Anschlagfigur Bronze   | Lutz Holland                                                      | 1986                   | |
| „Fisch“                                             |                                      | Innenhof Fünfgiebelhaus Koord.                                                                        | Keramik                                                | Lothar Sell                                                       | 1986                   | |
| „Frau am Fenster“                                   |                                      | Fünfgiebelhaus Universitätsplatz Koord.                                                               | Terrakottafiguren                                      | Reinhard Dietrich                                                 | 1986                   | |
| Giebelrosette                                       |                                      | W.-Külz-Platz 2 Koord.                                                                                | Baukeramik                                             | Erich Nitzsche                                                    | 1986/1987              | |
| „Bücherturm“                                        |                                      | Universitätsplatz Koord.                                                                              | Steinskulptur, bulgarischer Kalksandstein              | Peter Makolies                                                    | 1985                   | seit 2000 am Standort, ursprünglicher Titel „Lesen und Studieren“, 168 × 70 × 46 cm |
| „Gewandfigur“                                       |                                      | Doberaner Str. 1 Koord.                                                                               | Sandsteinplastik                                       | Thomas Jastram                                                    | 1987                   | 120 × 50 × 40 cm |
| Zwei Reliefmedaillons                               |                                      | Burgwall 10 Koord.                                                                                    | Betonstuck-Reliefs                                     | Anne Sewcz                                                        | 1987                   | 50 × 50 cm |
| „Kasper Ohm up sin Vosswallach“                     |                                      | Badstüberstraße Koord.                                                                                | Bronzeplastik                                          | Jo Jastram                                                        | 10.07.1988             | 220 × 50 × 320 cm |
| „Schneeleoparden“                                   |                                      | Zoo, am Rhododondronhain Koord.                                                                       | Sandstein                                              | Olga Kulikowa                                                     | 1988                   | [ 8 ] |
| „Segel im Wind“                                     |                                      | Schnickmannstraße Koord.                                                                              | Metallskulptur                                         | Achim Kühn                                                        | 1988                   | 11 m hoch, Abschluss der Gestaltung der Schnickmannstraße „Quelle – Wasser – Ufer“ |
| „Stehendes Mädchen“                                 |                                      | Toitenwinkel, A.-Schweitzer-Str. 17a                                                                  | Bronze                                                 | Thomas Jastram                                                    | 1988                   | 175 × 48 × 60 cm, nach Zerstörung restauriert und eingelagert |
| „Mädchen mit Apfel“                                 |                                      | Toitenwinkel, J.-Curie-Allee 47 Koord.                                                                | Bronze                                                 | Reinhard Buch                                                     | 1988/1990              | |
| Figurenumlauf                                       |                                      | Stadtzentrum, Fünfgiebelhaus Koord.                                                                   | Figurenumlauf für eine Uhr, Bronze                     | Wolfgang Friedrich                                                | 1989                   | |
| „Eisbärin mit Jungtier“                             |                                      | Eingang Zoo Koord.                                                                                    | Sandstein                                              | Olga Kulikowa                                                     | 1989                   | |
| Gedenkblock zum Intern. Sandstein-Plenair           |                                      | Freifläche Stadthalle Koord.                                                                          | Sandsteinstele                                         | Reinhard Dietrich                                                 | 1989                   | |
| „Partnerschaft“                                     |                                      | Stadthalle Koord.                                                                                     | Sandsteinstatue                                        | Reinhard Dietrich                                                 | 1989                   | 240 × 120 × 75 cm, Intern. Sandstein-Plenair |
| „Mädchen mit Tragetuch“                             |                                      | Stadthalle Koord.                                                                                     | Sandsteinstatue                                        | Liu Wenzhe, Li Qi Lu                                              | 1989                   | 240 × 100 × 85 cm, Intern. Sandstein-Plenair |
| „Thor“                                              |                                      | Stadthalle Koord.                                                                                     | Sandsteinstatue                                        | Lars Wulcan                                                       | 1989                   | 200 × 100 × 90 cm, Intern. Sandstein-Plenair |
| ohne Titel                                          |                                      | Stadthalle Koord.                                                                                     | Sandsteinstatue                                        | Hans-J. Müller                                                    | 1989                   | 200 × 130 × 68 cm, Intern. Sandstein-Plenair |
| „Frau am Meer“                                      |                                      | Stadthalle Koord.                                                                                     | Sandsteinstatue                                        | Simo Helenius                                                     | 1989                   | 275 × 87 × 98 cm, Intern. Sandstein-Plenair |
| „Tanz in den Wolken“                                |                                      | Stadthalle Koord.                                                                                     | Sandsteinstatue                                        | Laurids Kirkegaard                                                | 1989                   | 172 × 165 × 110 cm, Intern. Sandstein-Plenair |
| „Hände“                                             |                                      | Stadthalle Koord.                                                                                     | Sandstein                                              | Lieve Scholz                                                      | 1989                   | 200 × 210 × 72 cm, Intern. Sandstein-Plenair |
| „Sonnenmädchen“                                     |                                      | Stadthalle Koord.                                                                                     | Sandsteinskulptur                                      | Jakub Lewinski                                                    | 1989                   | 160 × 110 × 65 cm, Intern. Sandstein-Plenair |
| ohne Titel                                          |                                      | Stadthalle Koord.                                                                                     | Sandsteinskulptur                                      | Olaf Leon Roald                                                   | 1989                   | 220 × 105 × 50 cm, Intern. Sandstein-Plenair |
| „Dangava“                                           |                                      | Stadthalle Koord.                                                                                     | Sandsteinskulptur                                      | Igor Dobichins                                                    | 1989                   | 230 × 340 × 170 cm, Intern. Sandstein-Plenair |
| „Junger Kranich“                                    |                                      | Zoo, nahe Trollhütte                                                                                  | Bronze                                                 | Olga Kulikowa                                                     | 1989                   | [ 8 ] |
| „St. Georg, der Drachentöter“                       |                                      | Lagerstraße 17 Koord.                                                                                 | Tympanonbemalung                                       | Lothar Mannewitz                                                  | 1990                   | 100 × 480 cm |
| „Paar“                                              |                                      | Ecke Lange Straße/Burgwall Koord.                                                                     | Sandsteinskulptur                                      | Anne Sewcz                                                        | 1991                   | 225 × 330 × 200 cm |
| „Hommage à Blücher“                                 |                                      | Ecke Wallstraße/Rungestraße Koord.                                                                    | Bronze                                                 | Reinhard Buch                                                     | 1992                   | 135 × 135 × 123 cm, drei Stelen, die die Tugenden Blüchers Kontinuität, Genauigkeit und Unbestechlichkeit symbolisieren                                                                                            |
| „Reife“                                             |                                      | Oberwall Koord.                                                                                       | Bronzefigur, 130 × 75 × 90 cm                          | Reinhard Buch                                                     | 1993                   | |
| „Stubbengeister“                                    |                                      | Zoo, Nahe Eingang Trotzenburg, am Mammutbaum                                                          | Holz                                                   | Otto Wrase                                                        | 1994                   | [ 8 ] |
| „Fünf Kontinente“                                   |                                      | Warnemünde, Passagierkai Koord.                                                                       | Metallskulpturen                                       | Wolfgang Friedrich, Klaus J. Albert, Wilfried Homuth              | 1994                   | 2006 nach Sanierung Umsetzung an den Passagierkai |
| „Weibliche Gewandfigur“                             |                                      | Westfriedhof, Aschestreuwiese Koord.                                                                  | Bronzeplastik, 220 cm                                  | Karl Lemke                                                        | 1995                   | |
| „Archetypen Mann-Frau“                              |                                      | Warnemünde, Kurhausstraße Koord.                                                                      | Bronzefigur, 130 × 75 × 90 cm                          | Reinhard Buch                                                     | 1995                   | |
| „Eule“                                              |                                      | Zoo, Rhododondronhain                                                                                 | Holz                                                   | Otto Wrase                                                        | 1996                   | [ 8 ] |
| „Die Welle“                                         |                                      | Warnemünde, Am Strom Koord.                                                                           | Granitplastik                                          | Anne Sewcz                                                        | 1997                   | |
| Der Heilige Nikolaus                                |                                      | Nikolaikirche Koord.                                                                                  | Wandgemälde                                            | Markus Mannewitz                                                  |                        | Ersatz für ein zerstörtes Gemälde |
| „Lichtstelen – Lichtlöcher“                         |                                      | Lange Str. Koord.                                                                                     | 24 Stelen aus Cortenstahl und 9 Bodenleuchten          | Reinhard Buch                                                     | 1997                   | signalisieren die ehemaligen von der Langen Straße abgehenden Straßen |
| „Schlange“                                          |                                      | Rathaus Koord.                                                                                        | Bronze                                                 | Erhard John                                                       | 1998                   | seit dem 18. Jh. verschiedene Versionen |
| „Gebautes und Gewachsenes“                          |                                      | Grubenstraße 19, Innenhof Koord.                                                                      | Pergola und das Sitzelement, gebrannte Eiche           | Susanne Rast und Dirk Wunderlich                                  | 1998                   | 420 × 1100 × 350 cm |
| „Das nördliche Firmament“                           |                                      | Warnemünde, Zugang zur Mole Koord.                                                                    | Bronzeplastik                                          | Inge Jastram und Susanne Rast                                     | 1998                   | Darstellung des nördlichen Sternenhimmels |
| „Große Stehende“                                    |                                      | Warnemünde, Mole Koord.                                                                               | bulgarischer Sandanski-Marmor                          | Werner Stötzer                                                    | 1998                   | symbolisiert eine trauernde Seemannsfrau |
| „Unterwegs“                                         |                                      | Südstadt, Behördenzentrum                                                                             | Sandsteinrelief                                        | Thomas Jastram                                                    | 1998                   | |
| „Badende“                                           |                                      | Warnemünde, Kurhausgarten Koord.                                                                      | Bronzestatue                                           | Thomas Jastram                                                    | 1998/1999              | 170 cm hoch |
| „Familie“ (Teil)                                    |                                      | Klinikgelände Südring Koord.                                                                          | Bronzeplastik                                          | Thomas Jastram                                                    | 1999                   | Teil einer ehemals dreiteiligen Figurengruppe, 2005 bei der Neugestaltung des Klinikgeländes getrennt aufgestellt                                                                                                  |
| „Familie“ (Teil)                                    |                                      | Klinikgelände Südring Koord.                                                                          | Bronzeplastik                                          | Thomas Jastram                                                    | 1999                   | Teil einer ehemals dreiteiligen Figurengruppe, 2005 bei der Neugestaltung des Klinikgeländes getrennt aufgestellt                                                                                                  |
| „Familie“ (Teil)                                    |                                      | Klinikgelände Südring Koord.                                                                          | Bronzeplastik                                          | Thomas Jastram                                                    | 1999                   | Teil einer ehemals dreiteiligen Figurengruppe, 2005 bei der Neugestaltung des Klinikgeländes getrennt aufgestellt                                                                                                  |
| „Wasserschale mit drei Figuren“                     |                                      | Kloster zum Heiligen Kreuz, Innenhof Koord.                                                           | Bronzeschale auf einem Serpentinsockel aus dem 19. Jh. | Wolfgang Friedrich                                                | 1999                   | |
| „Wasserbalken“                                      |                                      | Lange Str. Koord.                                                                                     | Edelstahlbalken auf Granit                             | Reinhard Buch                                                     | 1999                   | 60 × 2400 × 23 cm, kennzeichnet die Lage eines mittelalterlichen Wasserlaufs |
| „Das südliche Firmament“                            |                                      | Warnemünde, am alten Zollhaus Koord.                                                                  | Bronzeplastik                                          | Helmtrud Nyström                                                  | 1999                   | Darstellung des südlichen Sternenhimmels |
| „Insel der Frauen“                                  |                                      | Warnemünde, Am Strom Koord.                                                                           | steinerner Tisch mit Bronzeplastik                     | Wolfgang Friedrich                                                | 1999                   | 97 × 110 × 80 cm |
| „Möwen“                                             |                                      | Warnemünde, Alter Strom Koord.                                                                        | Bronzeplastik                                          | Regina Lange                                                      | 1999                   | |
| Liegende und stehende Gewandfiguren                 |                                      | an der Petrikirche Koord.                                                                             | Bronzestatuen                                          | Wolfgang Friedrich                                                | 1999                   | |
| „Drei Klaashahns“                                   |                                      | Warnemünde, Alexandrinenstraße Koord.                                                                 | bronzene Tierskulptur auf Kalksteinsockel              | Christian Wetzel                                                  | 1999                   | |
| „Biblische Szenen“                                  |                                      | Westportal Petrikirche Koord.                                                                         | Bronzebeschlag                                         | Jo Jastram                                                        | 1999                   | Jonas im Walfisch symbolisiert Rettung, Klausur und Umkehr |
| „Biblische Szenen“                                  |                                      | Westportal Petrikirche Koord.                                                                         | Bronzebeschlag                                         | Jo Jastram                                                        | 1999                   | Arche Noah symbolisiert Rettung, Klausur und Umkehr |
| „Die Dicke“                                         |                                      | Rostock, R.-Luxemburg-Str. 3 Koord.                                                                   | Granit                                                 | André Kalunga-Peters                                              | 2000                   | |
| „Die Welle“                                         |                                      | Breite Straße Koord.                                                                                  | Bronzeplastik auf Granitsockel, 70 cm                  | Dorothea Maroske                                                  | 2000                   | |
| „Der Fluss“                                         |                                      | Breite Straße Koord.                                                                                  | Bronzeplastik auf Granitsockel, 105 cm                 | Dorothea Maroske                                                  | 2000                   | |
| „Blüte“                                             |                                      | Rembrandtstraße Koord.                                                                                | Metallskulptur                                         | Achim Kühn                                                        | 2000                   | |
| „Eurydike“                                          |                                      | Warnemünde, Kurhausgarten Koord.                                                                      | Bronzefigur                                            | Thomas Jastram                                                    | 2001                   | 206 cm hoch |
| „Orpheus“                                           |                                      | Warnemünde, Kurhausgarten Koord.                                                                      | Bronzestatue                                           | Thomas Jastram                                                    | 2001                   | 210 cm hoch |
| „Roter Mann auf dem Dach“                           |                                      | Am Kabutzenhof, Warnowufer Koord.                                                                     | Metallskulptur                                         | Reinhard Buch                                                     | 2002                   | |
| „Felix“                                             |                                      | Schmarl-Dorf Koord.                                                                                   | Metallskulptur                                         | Feliks Büttner                                                    | 2002                   | erster Standort IGA 2003, danach am Südende des Alten Stroms in Warnemünde, am 11. Mai 2017 nach Schmarl-Dorf versetzt, gefertigt von der Neptun Werft                                                             |
| „Leviathan“                                         |                                      | IGA-Park Schmarl Koord.                                                                               | Bronzeplastik                                          | Michael Mohns                                                     | 2003                   | |
| „Begegnung“                                         |                                      | IGA-Park Schmarl Koord.                                                                               | Granitplastik                                          | Anne Sewcz                                                        | 2002                   | |
| „Raumklammer“                                       |                                      | Grubenstraße Koord.                                                                                   | Brückenskulptur aus Edelstahl                          | Thomas Leu                                                        | 2003                   | als Erinnerung an die zerstörte Viergelindenbrücke an deren ehemaligem Standort |
| „Strömungen“                                        |                                      | Neptunallee 5, vor dem BSH Koord.                                                                     | Metallskulptur                                         | HD Schrader                                                       | 2003                   | etwa 3 m hoch |
| „Flügel“                                            |                                      | Bei der Nikolaikirche Koord.                                                                          | Bronzeplastik                                          | Margret Middell                                                   | 2003                   | |
| „Die Stille“                                        |                                      | Bei der Nikolaikirche Koord.                                                                          | Bronzeplastik                                          | Margret Middell                                                   | 2003                   | |
| „Leguan-Brunnen“                                    |                                      | Zoo, Dahlenquartier                                                                                   | Sandstein                                              | Lehrlinge Steinmetz- und Bildhauerhandwerk Mecklenburg-Vorpommern | 2003                   | [ 8 ] |
| „Wasserspiel“                                       |                                      | Volkstheater Koord.                                                                                   | Edelstahlplastik                                       | Gottfried Büttner                                                 | 2004                   | |
| „Reisende“                                          |                                      | vor dem Gebäude der Deutschen Seereederei Rostock Koord.                                              | Figurengruppe Bronze                                   | Jo Jastram                                                        | 2005                   | |
| „Vicke-Schorler-Rolle“                              |                                      | Glatter Aal Koord.                                                                                    | Bronzewandrelief                                       | Jo Jastram                                                        | 2006                   | |
| Sonnenuhr                                           |                                      | Marienkirche Südportal Koord.                                                                         | Kupferrelief                                           | Wolfgang Friedrich                                                | 2006                   | etwa 100 × 75 cm, aus einer alten Kupferdachplatte der Marienkirche, gestiftet von Walter Kempowski |
| „Das Liebespaar“                                    |                                      | Südstadt, am Kosmos Koord.                                                                            | Sandsteinplastik                                       | Detlef Herrmann                                                   |                        | |
| „Synapsen“                                          |                                      | Universitätsnervenklinik Gehlsdorf Koord.                                                             |                                                        | Reinhard Buch                                                     | 2004                   | |
| „Neptunwerft“                                       |                                      | Neptunallee Koord.                                                                                    | Wandbild                                               |                                                                   | ohne Datum             | |
| „Glockengießer“                                     |                                      | Beginenberg/Glockengießerhof Koord.                                                                   | Bronzeplastik                                          | Thomas Jastram                                                    | 2008                   | |
| „St. Jakobi“                                        |                                      | Friedhofsweg 48 Koord.                                                                                | Wandbild                                               | Ina Wilken                                                        | 2008                   | |
| „Junge auf dem Mühlenstein“                         |                                      | Mühlenstraße Warnemünde Koord.                                                                        | Bronzeplastik                                          | Reinhard Buch                                                     | 22.05.2009             | |
| „Fossilienbrunnen“                                  |                                      | Zoo, am Darwineum                                                                                     | Larvikit                                               | Steinmetz Scheinpflug                                             | 2010                   | [ 8 ] |
| Altstadtmodell                                      |                                      | Lange Straße Koord.                                                                                   | Bronzeplastik                                          | Jo Jastram, Dirk Wunderlich                                       | 24.06.2011             | |
| Wandgestaltung Fußgängertunnel                      |                                      | Warnemünde, Fußgängertunnel Werft Koord.                                                              | Graffiti                                               | ARTunique                                                         | 2012                   | |
| „Die Liebenden“                                     |                                      | Am Strande, hinter der HMT Koord.                                                                     | Sandstein                                              | Claire Wolf                                                       | 2012                   | |
| Esperanza                                           |                                      | Warnemünde, Mole Koord.                                                                               | Bronzestatue                                           | Ené Slawow                                                        | 2012                   | |
| „Schreiender Hengst“                                |                                      | Kröpeliner Straße, Zwischen Kröpeliner Tor und Schröderplatz Koord.                                   | Bronze                                                 | Jo Jastram                                                        | 03.09.2014             | Tafel: SCHREIENDER HENGST - Sinnbild und Mahnung - aller geschundenen Kreatur auf Erden - Jo Jastram (1928–2011) - gestiftet von Bürgern, Unternehmen und Vereinen - Guss: Werkstatt für Kunstguss Marc Krepp 2014 |
| „Bank“                                              |                                      | Zoo, Darwineum                                                                                        | Holz                                                   | Igor Koshun                                                       | 2014                   | [ 8 ] |
| „Junge auf Stahlring“                               |                                      | St.-Georg-Straße Koord.                                                                               | Bronze                                                 | Reinhard Buch                                                     | 2015                   | |
| „Die Häschenschule“                                 |                                      | Koch-Gotha-Straße Koord.                                                                              | Bronze                                                 | Wolfgang Friedrich                                                | 2016                   | |
| Türgriff Chorhaus                                   |                                      | Tiergartenallee, Johanniskirche Chorhaus Koord.                                                       | Bronze                                                 | Wolfgang Friedrich                                                | 2016                   | |
| „Rostocker Greife“                                  | östliche Plastik westl. Plastik      | Steinstraße, Nordseite des Steintores Koord.                                                          | Bronzefiguren                                          | Ené Slawow                                                        | 2016                   | |
| „DIE STRUCTURA“                                     | Blick Richtung Hörsaalgebäude Physik | Südstadt-Campus der Universität Rostock zwischen Hörsaalgebäude Physik und Institut für Chemie Koord. | Metallskulpturen                                       | Joseph Carlson                                                    | 2023                   | Die Skulptur wurde im Dezember 2023 errichtet. Farben und Formen symbolisieren die Welt der Chemie, Elektrotechnik und Informationstechnologie                                                                     |

## Zerstörte und eingelagerte Denkmäler, Brunnen und Skulpturen
| Person/Ereignis/ Motiv                                                     | Bild | Standort                                      | Art                                       | Künstler                  | Errichtung/ Einweihung | Weitere Informationen |
| -------------------------------------------------------------------------- | ---- | --------------------------------------------- | ----------------------------------------- | ------------------------- | ---------------------- | --- |
| Marktbrunnen                                                               |      | Neuer Markt                                   | Kandelaberbrunnen                         | Baumeister Schwedler      | 1841                   | als Zierbrunnen mit Beleuchtung, 1905 erneuert, 1925 endgültig entfernt |
| Siegestor und Siegesbrunnen für 1870/71                                    |      | Neuer Markt                                   | Tor mit „Germania“ Säule mit „Viktoria“   | Christian Daniel Rauch    | 15.06.1871             | Siegestor mit Figur einer „Germania“ und Siegesbrunnen in Form einer trajanischen Säule mit Figur einer „Viktoria“, Festdekoration aus Holz und Gips zum Einzug der Truppen des Füsilierregiments                |
| Friedensdenkmal 1870/71                                                    |      | Warnemünde, Kurpark                           | Obelisk mit Adler                         | Fa. Crotogino             | 1871                   | in Gedenken des Friedensschlusses vom 10. Mai 1871; 1911 nach Beschädigungen repariert und an die Kirche umgesetzt, dort nach 1945 entfernt                                                                      |
| Ehrenmal für die Gefallenen von 1870/71                                    |      | Soldatenfriedhof                              | Terrakottafigur eines Engels              | Ludwig Brunow             | 02.09.1874             | nach Entwurf von Architekt Richard Lucae – 1978 zerstört |
| Joachim Christoph Nicolaus Wilken                                          |      | Barnstorfer Wald Koord.                       | Gedenkstein, Findling                     | unbekannt                 | 1876                   | aufgestellt von den Bürgern der Stadt Rostock zu Ehren des ersten Stadtgärtners. Der Gedenkstein ging verloren.                                                                                                  |
| Paul Pogge                                                                 |      | Rosengarten, ab 1901 Leibnizplatz             | Denkmal mit Bronzebüste                   | Ludwig Brunow             | 19.09.1885             | musste 1901 dem Friedrich-Franz-Denkmal weichen, im Juli 1945 entfernt und eingelagert, in den 1960er Jahren aus dem Museumsdepot entrümpelt und eingeschmolzen, 1995 neues Pogge-Denkmal errichtet (siehe oben) |
| Großherzog Friedrich Franz III.                                            |      | Rosengarten                                   | Denkmal mit Bronzestandbild               | Wilhelm Wandschneider     | 19.06.1901             | wohl 1941 demontiert, später eingeschmolzen, der Sockel auf dem Werftgelände gelagert und in den 1970er Jahren zu Grabsteinen verarbeitet, siehe Friedrich-Franz-III.-Denkmal                                    |
| Bismarcksäule                                                              |      | Barnstorf, Lindenallee                        | Granitarchitektur, Bronzerelief           | Wilhelm Kreis             | 21.06.1901             | Höhe 8 Meter, Relief Reichsadler mit Bismarck-Wappen, 1935 wegen Bau der Thing-Stätte an den Sedanplatz umgesetzt, 1956 bei Erweiterung des Zoo-Geländes abgerissen                                              |
| Bismarckstein                                                              |      | Warnemünde, Bismarckpromenade                 | Findling                                  |                           | 25.08.1907             | errichtet vom Warnemünder Flottenverein, neben dem Findling zwei Schiffskanonen, diese und die Inschrift nach 1945 beseitigt, Findling 1969 im Fundament des „Hotel Neptun“ verbaut                              |
| Reuterstein                                                                |      | Warnemünde, Kurpark                           | Findling                                  |                           | 06.11.1910             | errichtet vom Plattdeutschen Verein Warnemünde, Findling 1969 im Fundament des „Hotel Neptun“ verbaut |
| „Neues“ Kriegerdenkmal 1870/71                                             |      | Warnemünde, Kurpark                           | Obelisk mit Adler                         |                           | 1911                   | errichtet, nachdem das alte „Friedensdenkmal“ von 1871 (siehe oben) an die Kirche versetzt worden war, zerstört nach 1945                                                                                        |
| „Muschelhorcher“                                                           |      | Rosengarten vor dem Hotel „Mecklenburger Hof“ | Brunnen, Knabenfigur, Marmor              | Gustav Wallat             | 01.04.1912             | einziges öffentliches Werk des früh verstorbenen Bildhauers, 1925 stark beschädigt, um 1970 Figur nach erneutem Vandalismus entfernt, verschollen                                                                |
| Fritz Reuter mit Figur „Hanne Nüte“                                        |      | vor dem Kröpeliner Tor                        | Brunnen mit Bronzerelief                  | Ewald Holtz               | 01.06.1914             | 1969 abgebaut, in Teilen erhalten, Bronzerelief seit 1971 auf Findling als Gedenkstein am Eikboomweg, Figur in der Kleingartenanlage „Fritz Reuter“ Vorwedener Weg erhalten (beide siehe oben)                   |
| Kriegerdenkmal 1914/18 Füsilierregiment Nr. 90                             |      | Leibnizplatz                                  | Bronzestandbild eines Füsiliers           | Wilhelm Wandschneider     | 26.09.1926             | 1945 entfernt, später trotz Denkmalschutz eingeschmolzen |
| Kriegerdenkmal 1914/18                                                     |      | Warnemünde, in den Dünen                      | 4 Klinkersäulen                           | Walter Butzek             | 21.08.1927             | als „entartete Kunst“ bereits im März 1938 abgebrochen |
| Denkmal für den in der Skagerrakschlacht 1916 gesunkenen Kreuzer „Rostock“ |      | Parkstraße                                    | Bronzefigur eines Geschützmatrosen        | Wilhelm Wandschneider     | 28.06.1936             | 1945 abgebaut, 1946 eingeschmolzen, 2005 Sockel nach Graffiti-Vandalismus entfernt |
| Wilhelm Gustloff                                                           |      | (heutiger) Th.-Müntzer-Platz                  | Granitstele mit Bronzekopf                | K. U. Richter             | 14.11.1937             | 1945 abgebaut und eingeschmolzen |
| „Der Reiter und sein Pferd“                                                |      | Hansa-Viertel (Kasernenhof)                   | Natursteinplastik                         | Werner Conert             | 01.11.1936             | nach 1945 zerstört |
| Delfinbrunnen („Verbotene Liebe“)                                          |      | Rosengarten                                   | Brunnen, Muschelkalk                      | Ernst Wossidlo            | 03.06.1938             | Figuren Anfang der 1950er Jahre zerstört, Brunnenbecken ohne Schmuck erhalten (Bild zeigt den Zustand im Jahr 2010)                                                                                              |
| „Die Läufer“ (Jugendsportdenkmal)                                          |      | Danziger Freiheit                             | Figurengruppe                             | K. U. Richter             | 1938?                  | wohl 1945 abgebaut und später eingeschmolzen (auf dem leicht veränderten Sockel seit 1998 die „Große Stehende“ in Warnemünde)                                                                                    |
| Panzer T34 zur Erinnerung an die Befreiung vom Nationalsozialismus         |      | Tessiner Straße Koord.                        | ausgemusterter Panzer T34 auf Betonsockel |                           | 8. Mai 1975            | 18. Juni 1991 entfernt |
| „Seemanns Landgang“                                                        |      | Schmarler Landgang Koord.                     | Terrakotta-Figurengruppe                  | Reinhard Dietrich         | 1986                   | Figuren teilweise zerstört oder beschädigt (zur Restauration im Juni 2017 eingelagert) |
| „Seemanns Landgang“                                                        |      | Schmarler Landgang Koord.                     | Terrakotta-Figur                          | Reinhard Dietrich         | 1986                   | Figuren teilweise zerstört oder beschädigt (zur Restauration im Juni 2017 eingelagert) |
| „Eselreiter“                                                               |      | Park am Schwanenteich Koord.                  | Bronzestatue                              | Gerhard Rommel            | 1969                   | 170 × 56 × 115 cm, im April 2018 gestohlen |
| „Frauenakt“                                                                |      | Südstadt                                      | Sandsteinplastik                          | Marguerite Blume-Cárdenas | 1981                   | wegen Neugestaltung des Umfeldes zurzeit eingelagert |
| „Reihergruppe“                                                             |      | Wallstraße, Nähe Steintor Koord.              | Brunnenplastik Bronze                     | Hans-Detlev Hennig        | 1980                   | lebensgroß, Brunnensockel entfernt, Verbleib unklar, Skulptur 2006 eingelagert nach Beschädigung durch Vandalismus, der Sockel stammt vom 1912 errichteten Muschelhorcher-Brunnen                                |